# Lilla Råsgöl
Lilla Råsgöl är en sjö i Högsby kommun i Småland och ingår i Alsteråns huvudavrinningsområde.